# Benedicta Boccoli
Benedicta Boccoli (Milano, 11 novembre 1966) è un'attrice, showgirl e conduttrice radiofonica italiana.

## Biografia
Sorella di Brigitta Boccoli, ha esordito giovanissima in televisione ma la sua carriera si è sviluppata prevalentemente come attrice teatrale. È stata definita da Giorgio Albertazzi "l'artistissima"; il Giornale l'ha a sua volta definita:
Ogni lunedì scrive su il Fatto Quotidiano la rubrica Cosa resterà: si tratta del diario di un'adolescente degli anni ottanta e novanta.
Nel 2025, in coppia con sua sorella Brigitta, ha partecipato come concorrente al reality The Couple - Una vittoria per due, in onda su Canale 5 con la conduzione di Ilary Blasi.

## Vita privata
Oltre alla sorella Brigitta, ha anche due fratelli: Barnaby e Filippo. Dal 1998 è legata sentimentalmente all'attore Maurizio Micheli.

## Filmografia

### Cinema
- Gli angeli di Borsellino, regia di Rocco Cesareo (2003)
- Valzer, regia di Salvatore Maira (2007)
- Dolce di latte, regia di Gianni Leacche (2014)
- Ciao Brother, regia di Nicola Barnaba (2016)
- La confessione – cortometraggio, scritto e diretto da Benedicta Boccoli (2020)[14][15]
- Come un fiore – cortometraggio, scritto e diretto da Benedicta Boccoli (2023)[16]
- Colpevole, regia di Gianni Leacche (2024)[17]

### Televisione
- Una donna per amico 3 – serie TV (2001)
- La squadra – serie TV, episodio 3x01 (2001)
- Incantesimo – soap opera, ottava stagione (2005)
- Il paradiso delle signore – serie TV, ottava stagione (3 episodi) (2024)

## Teatro

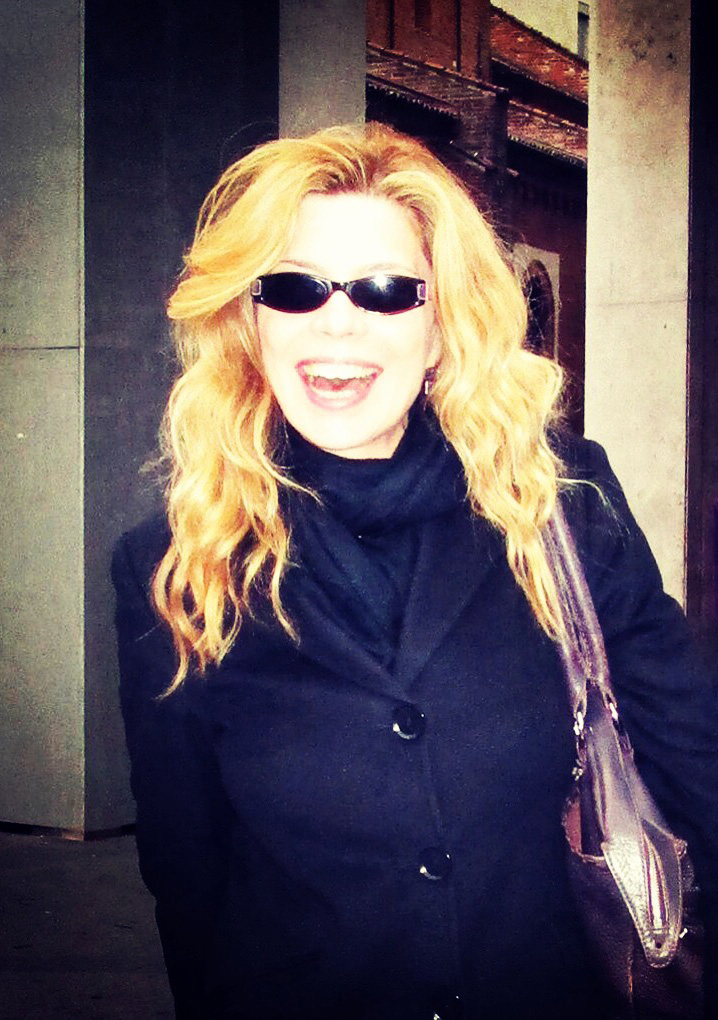
Benedicta Boccoli, all'uscita del Teatro San Babila di Milano dopo aver recitato Crimini del cuore; 3 maggio 2015.

- Spirito Allegro di Noël Coward, regia di Franco Però (1992-1993)
- Cantando Cantando di Maurizio Micheli, con Maurizio Micheli, Aldo Ralli e Gianluca Guidi (1994-1995)
- Buonanotte Bettina, di Garinei e Giovannini, regia di Gianni Fenzi (1995-1997)
- Can-Can, Musical di Abe Burrows, regia di Gino Landi (1998-1999)
- Orfeo all'inferno - Opera di Jacques Offenbach (1999)
- Polvere di stelle, regia di Marco Mattolini (2000-2002)
- Le pillole d'Ercole di Maurice Hennequin e Paul Bilhaud, regia di Maurizio Nichetti (2002-2004)
- Anfitrione, di Plauto, regia di Michele Mirabella (2004)
- Stalker di Rebecca Gillmann, regia di Marcello Cotugno (2004)
- Pluto di Aristofane, regia di Michele Mirabella (2004)
- Fiore di cactus di Pierre Barillet e Jean-Pierre Grédy, regia di Tonino Pulci (2004-2006)
- Prova a farmi ridere di Alan Aykbourn, regia di Maurizio Micheli (2006)
- La tempesta di William Shakespeare, regia di Walter Manfrè (2006)
- Sunshine di William Mastrosimone, regia di Giorgio Albertazzi (2007-2008)
- L'appartamento, di Billy Wilder, regia di Patrik Rossi Gastaldi (2009-2010)

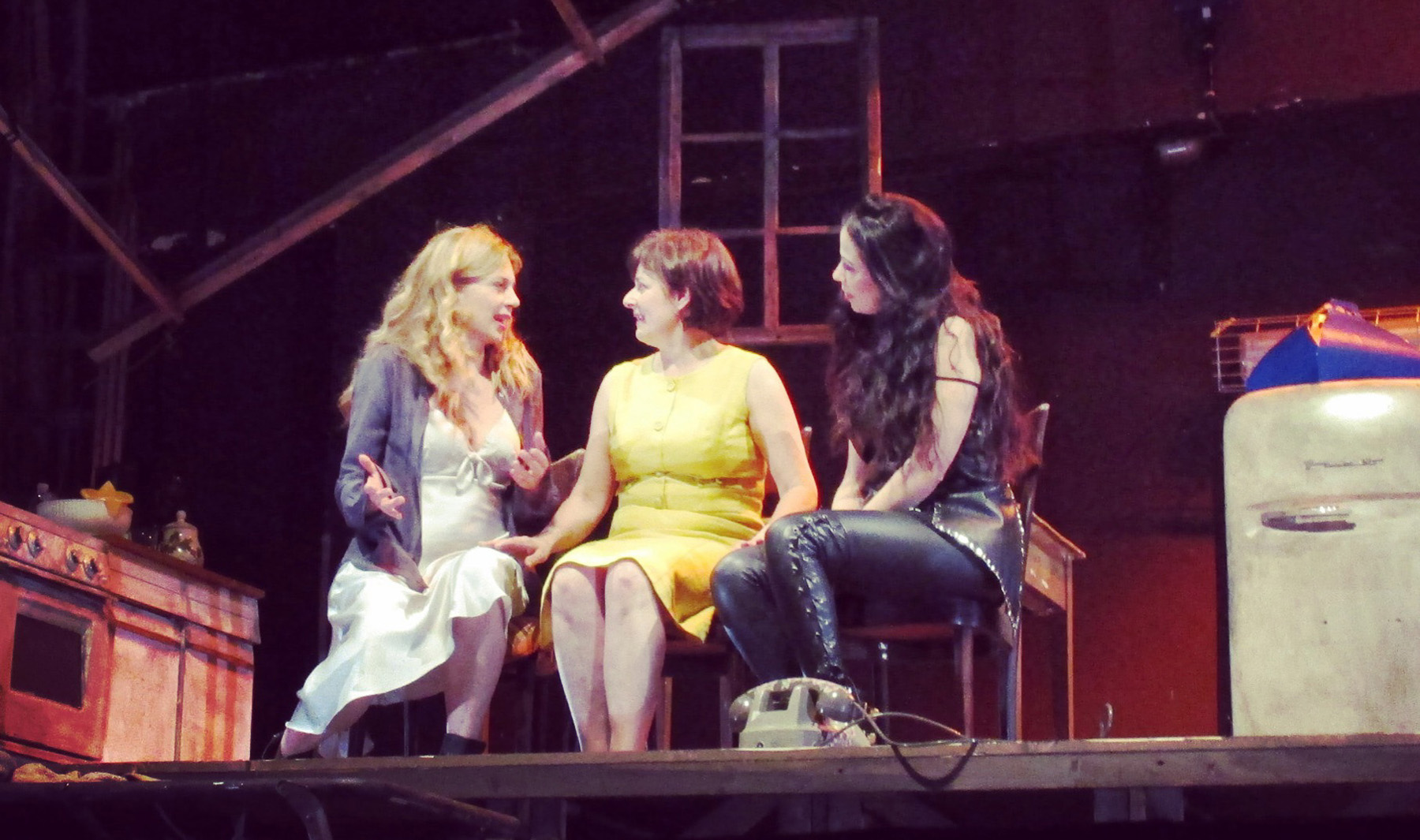
Benedicta Boccoli, Paola Bonesi e Fulvia Lorenzetti durante la rappresentazione di Crimini del cuore, Teatro San Babila di Milano, 1º maggio 2015.

- Il marito scornato (Georges Dandin), di Molière (2011)
- Vite private (Private Lives), di Noël Coward, regia Giovanni De Feudis (2012-2013)
- Dis-order di Neil LaBute, regia di Marcello Cotugno (2014)
- Incubi d'amore, di Augusto Fornari, Toni Fornari, Andrea Maia, Vincenzo Sinopoli, regia di Augusto Fornari (2014)
- Crimini del cuore, di Beth Henley, regia di Marco Mattolini (2015)
- Camera con vista, di E. M. Forster, regia di Stefano Artissunch (2016)
- Fiore di cactus di Pierre Barillet e Jean-Pierre Grédy, regia di Piergiorgio Piccoli e Aristide Genovese (2016)
- Il più brutto week-end della nostra vita di Norm Foster, regia di Maurizio Micheli (2017-2018)
- Il test di Jordi Vallejo, regia di Roberto Ciufoli (2019-2023)[20][21]
- Su con la vita di Maurizio Micheli (2020)[22][23]; con Maurizio Micheli, Benedicta Boccoli, Nini Salerno e Nina Pons.
- Le preziose ridicole testo liberamente tratto da Molière, regia di Stefano Artissunch (2023-2024)[24]
- Donne in pericolo di Wendy MacLeod, regia di Enrico Maria Lamanna (con Benedicta Boccoli, Vittoria Belvedere e Debora Caprioglio; 2024-2025)

## Programmi televisivi

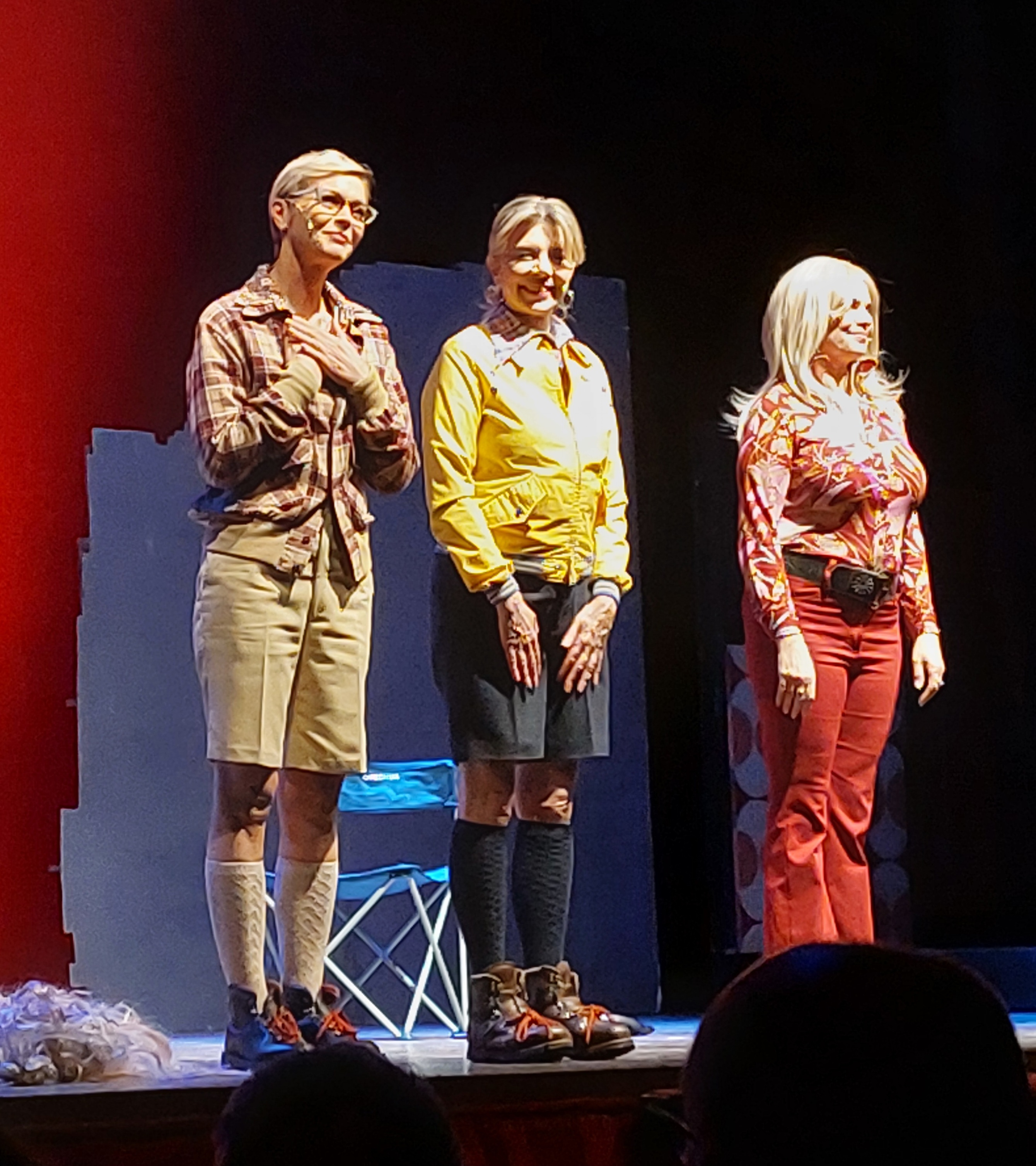
Vittoria Belvedere, Benedicta Boccoli e Debora Caprioglio durante la rappresentazione di Donne in pericolo, Teatro San Domenico di Crema, 1º dicembre 2024.

- Pronto, chi gioca? (Rai 1, 1986-1987)
- Pronto Topolino (Rai 1, 1987)
- Domenica In (1988-1990)
- Piacere Raiuno (Rai 1, 1990-1991)
- Viva Colombo (Rai 1, 1991)
- Unomattina (Rai 1, 1994)
- Gelato al limone (Rai 1, 1995-1996)
- Due come noi (TMC,1997)
- Reality Circus (Canale 5, 2006) - concorrente
- Cinquanta sfumature di cioccolato  (Alice TV, 2013)
- The Couple - Una vittoria per due (Canale 5, 2025) - concorrente

## Radio
- Week end (RTL 102.5, 2008)
- Metrò (Radio1 Rai, 2011)
- Check-in (Radio1 Rai, 2011-2012)
- Figure, figurine, figuracce (Rai Radio 1, 2013)
- Trash Parade (Radio Domani, 2014)

## Discografia

### Singoli
- 1989 – Stella (con Brigitta Boccoli), scritta da Jovanotti e partecipante al Festival di Sanremo 1989